# Ritsumeikan Asia Pacific University

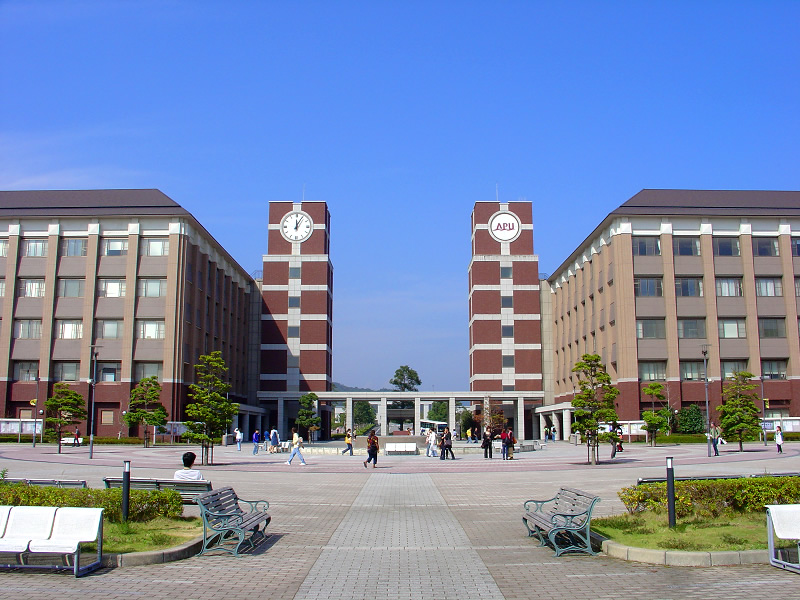

Die Ritsumeikan Asia Pacific University (jap. 立命館アジア太平洋大学 Ritsumeikan Ajia Taiheiyō Daigaku) ist eine private Hochschule in Beppu in der japanischen Präfektur Ōita. Sie wurde im April 2000 durch die Zusammenarbeit verschiedener öffentlicher und privater Interessensgruppen, insbesondere der Präfektur Ōita, der Stadt Beppu und der Bildungskörperschaft Ritsumeikan (学校法人立命館, Gakkō hōjin Ritsumeikan) gegründet.
Etwa 2.900 internationale Studierende aus 97 Nationen and Regionen der gesamten Welt studieren dort derzeit zusammen mit ca. 3.000 japanischen Studenten.
Ihre Schwesteruniversität ist die Ritsumeikan-Universität in Kyōto.
Die Universität besteht aus insgesamt 2 Colleges, zum einen dem College of International Management (Asia Pacific Management) sowie dem College of Social Science (Asia Pacific Studies). International Studenten haben die Möglichkeit, Kurse aus beiden Einrichtungen zu belegen. Die erreichte Note in jedem Fach besteht nicht nur aus einer Abschlussprüfung, die Universität legt besonderen Wert auf Präsentation, Essays sowie Diskussionen. Die Abschlussnote des jeweiligen Studenten ergibt sich aus den einzelnen Teilergebnissen der o. g. Schwerpunkte. Besonderer Wert wird auf eine sprachliche Ausbildung (Englisch und/oder Japanisch) gelegt. 
Um den Studenten einen Ausgleich zu bieten, besteht die Möglichkeit an verschiedensten Aktivitäten innerhalb und außerhalb des Campus teilzunehmen.
Im Jahr 2009 hat der Direktor der Internationalen Atomenergiebehörde, Yukiya Amano-san, eine Gastvortragsreihe abgehalten.

## Undergraduate Colleges
- College of Asia Pacific Management (APM)
- College of Asia Pacific Studies (APS)

## Graduate School of Asia Pacific Studies

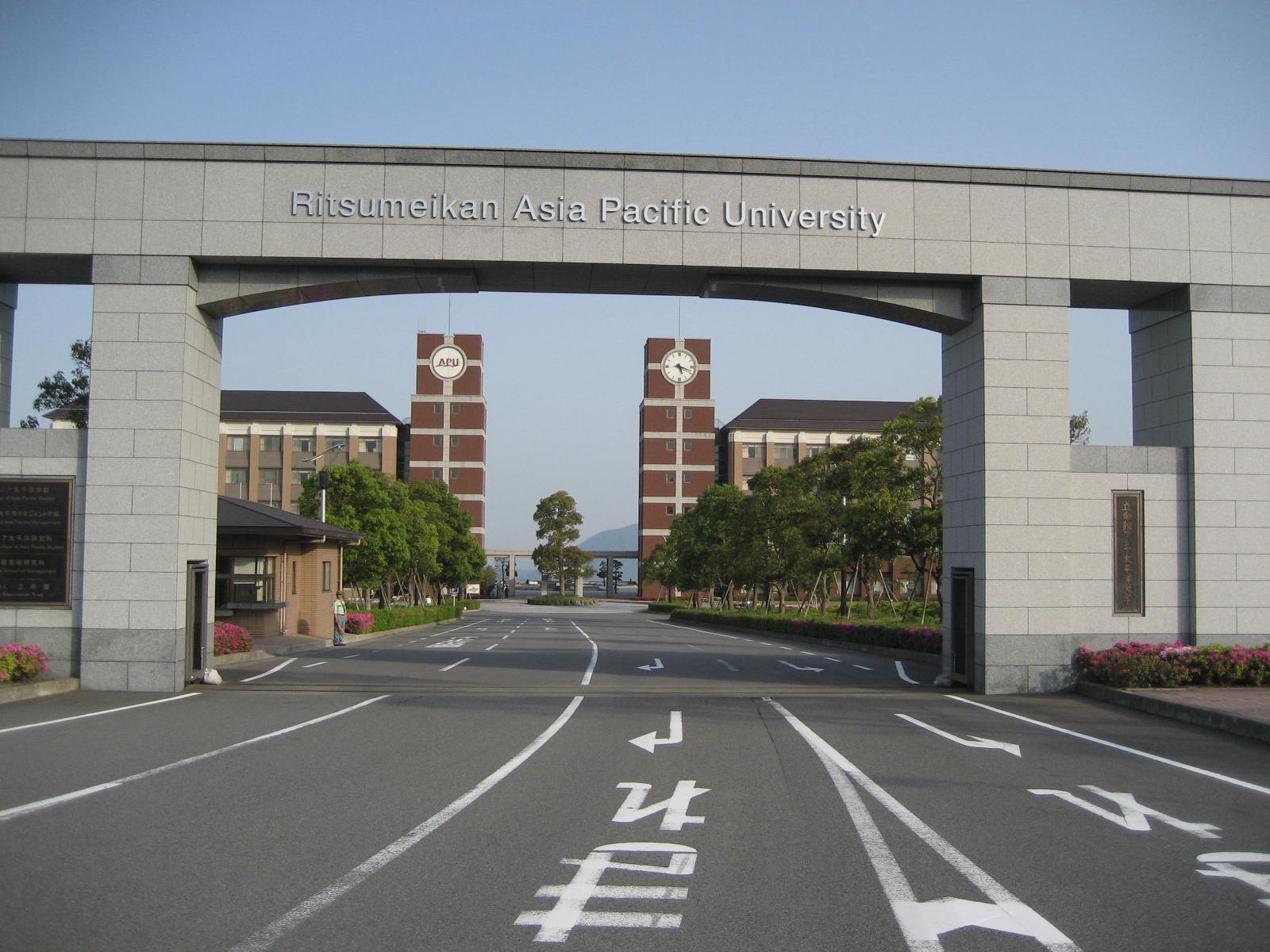
APU campus as seen from the main gate

- Graduate School Admissions
- Graduate School of Asia Pacific Studies  (GSA)
  - Master of Science in Asia Pacific Studies
  - Ph.D. in Asia Pacific Studies
  - Master of Science in International Cooperation Policy

## Graduate School of Management
- Graduate School Admissions (GSM)
- Graduate School of Management
  - Master of Business Administration (MBA) Program

## Research Centers
- Center for Modern Language Research (CMLR) (Formerly, the Center for Modern Language Education)
- Ritsumeikan Center for Asia Pacific Studies (RCAPS)